# Louis Bellaud
Pour les articles homonymes, voir Bellaud.
Louis Bellaud, dit Bellaud de la Bellaudière est un poète provençal de langue d'oc du XVIe siècle né en 1543 à Grasse et mort en 1588.

## Biographie
Engagé dans l'armée en 1572, il quitte la Provence pour embarquer sur un des navires de guerre à quai dans le port de Bordeaux. L'expédition visait les intérêts de l'ennemi espagnol, mais la Saint-Barthélemy y mit un terme et la France plongea dans la guerre civile. Bellaud fut fait prisonnier sur le chemin du retour et incarcéré pour des raisons encore obscures dans la ville de Moulins. Dix-neuf mois d'emprisonnement durant lesquels il composa son premier recueil de sonnets, "Obros et Rimos". 
Bellaud, fortement influencé par la poésie baroque et maniériste, par l'univers des "canzonieri" de la Pléiade, écrit la nostalgie de ses jeunes années, en provençal, langue qu'il honore de ses sonnets et qu'il s'attache à défendre. À sa sortie de prison, il est accueilli à la cour du gouverneur de Provence, Henri d'Angoulême, où il côtoie de nombreux poètes et hommes de lettres, dont le jeune Malherbe. 
Il écrivit deux autres œuvres : un long poème d'inspiration marotique, le "Don-Don Infernal", et un second recueil de sonnets : "Lous Passatens".
Ses œuvres, recueillies par son oncle d'alliance Pierre Paul, furent éditées après sa mort, en 1595. Ce fut le premier livre imprimé à Marseille sous le règne éphémère de Louis D’Aix et Charles de Casaulx.

## Œuvres et éditions
- Obros et rimos provenssalos (1595), Mascaron, Marseille ; réédition, Laffitte, Marseille, 1974
- Dondon infernau
- Passa-temps
- Baroques occitans, Anthologie de la poésie en langue d'oc, 1560-1650, Centre d'études occitanes, 2002

## Sonnet deObros e rimos prouvençalos
Coumo plezer de nouueu amassar,

Fa souuenir la doulour qu'és passado,

Coumo doulour de nouueu amassado,

Fa souuenir lo plezer qu'és passat.

Vela perque eyssi you ay trassat,

Ben de plezers una pichota ardado,

Et de doulours une pleno tinado,

Qu'a crebo-couor lo detsin m'a brassat,

Per un plezer millo doulours tirasso,

L'home que vou emplegar sa vidasso,

A cent hazars per lo Diou Mars seguir,

Perque ligent ma rimo trop groussiera,

Planhe (Letour) un pau Belodiero,

Que de pendus a tort lan fach langui.